# Mladen Tomorad
Mladen Tomorad je hrvatski egiptolog, povjesničar i muzeolog. 
Rodio se u Zagrebu 1971. godine, gdje je završio osnovnu (1986.) i srednju školu (1990.). Diplomirao je jednopredmetni studij povijesti na Filozofskom fakultetu u Zagrebu (1997.) gdje je i magistrirao (2001.). Godine 2006. stekao je doktorat znanosti na Odsjeku za informacijske znanosti Filozofskog fakulteta u Zagrebu interdisciplinarnom temom iz područja muzeologije, povijesti, arheologije i egiptologije. Godine 2009. završio je studij egiptologije na Faculty of Life Sciences Sveučilišta u Manchesteru (Ujedinjeno Kraljevstvo).
Od 2000. g. radio je na Odsjeku za povijest Filozofskog fakulteta u Zagrebu kao asistent (2001. – 2006.) te viši asistent (2007.-). Od travnja 2011. zaposlen je na Odjelu za povijest Hrvatskih studija Sveučilišta u Zagrebu kao docent.
Stručno se bavi starom poviješću, poviješću Starog istoka, egiptologijom, muzeologijom i poviješću Sjedinjenim Američkih Država do kraja 19. stoljeća.
Voditelj je međunarodnog egiptološkog projekta "Croato-Aegyptica Electronica".
Autor je brojnih znanstvenih i stručnih radova iz područja povijesti, arheologije, egiptologije i muzeologije, udžbenika za osnovnu školu i gimnazije te suradnik nekoliko znanstvenih projekata.